# 平成ウルトラセブン
平成ウルトラセブン（へいせいウルトラセブン）は、1994年3月21日放送の『ウルトラセブン 太陽エネルギー作戦』から始まる一連のテレビスペシャルおよびオリジナルビデオとして円谷プロダクションが製作した特撮ドラマ。

## 概要
TBS系テレビドラマとして製作された旧作とは異なり、バップと日本テレビの企画によるテレビドラマおよびオリジナルビデオとして製作された。『電光超人グリッドマン』（1993年）のスタッフも多数参加して制作されている。
本シリーズは『セブン』の本放送当時の設定である「『ウルトラマン』および『帰ってきたウルトラマン』以降のシリーズ」とは切り離した世界観の上で展開されたストーリーであり、セブン以外のウルトラ戦士は地球を訪れておらず、セブンが地球を去った後の地球防衛はウルトラ警備隊がその後も解散すること無くずっと担っていたというパラレルワールドの設定となっている。
バブル崩壊後、数多くの映像作品が低予算で製作される事態になったが、平成不況期に企画された本シリーズもこの構図に該当。ビデオ撮影だったり、CGシーンがなかったりするなど低予算体制での製作となった。
そのような悪条件でありながらも、『ウルトラマンレオ』以来のセブン＝モロボシ・ダンの約20年ぶりの復活や旧作レギュラー陣の再登場、世代交代したウルトラ警備隊のメンバーなどといった話題の多い意欲作であり、『セブン』の強いメッセージ性などは健在である。
製作された作品は以下の通り（記順は発表順）。
- テレビスペシャル
  - ウルトラセブン 太陽エネルギー作戦
  - ウルトラセブン 地球星人の大地
- オリジナルビデオシリーズ
  - ウルトラセブン誕生30周年記念3部作
  - ウルトラセブン1999最終章6部作
  - ウルトラセブン誕生35周年“EVOLUTION”5部作

このうち、テレビスペシャルと『ウルトラセブン誕生30周年記念3部作』は、かつての『セブン』を彷彿させる明るい作風である。『ウルトラセブン1999最終章6部作』はやや重い物語となり、『ウルトラセブン誕生35周年“EVOLUTION”5部作』ではダンが登場しないばかりか地球防衛軍が実質壊滅しているなどハードな物語を展開している。
劇伴音楽は『誕生30周年記念3部作』まではテレビシリーズのものを流用していたが、テレビシリーズがモノラル放送で当時は劇伴の商品化を考慮していなかったために楽曲はモノラルで録音されていた。そのため『1999最終章6部作』では冬木透の手によりテレビシリーズのオリジナルスコアを用いて新たにステレオによる録音が行われ、『“EVOLUTION”5部作』ではこれを流用している（オープニングテーマのみリミックスされた）。

## シリーズ構成作品の紹介

### ウルトラセブン 太陽エネルギー作戦
通商産業省・資源エネルギー庁とタイアップして製作し、1994年3月21日（太陽の日）の午前10：30-11：25に日本テレビ系列で全国放送された。
テレビ作品としては『ウルトラマン80』以来の新作。通産省（当時）資源エネルギー庁とのタイアップ番組であり、環境問題と未来におけるエネルギー問題を軸に話が展開された。
セブンの起用は、太陽エネルギーを吸収する胸部のプロテクターを通産省関連のソーラーシステム振興協会が振興事業として進めるソーラーシステムに見立てたことによるもので、セブンのキャラクターを活かした特番によってソーラーシステムを周知させるというものであった。
本作品でウルトラ警備隊では世代交代によるメンバーチェンジが行われた。ダンの先輩格であるフルハシ・シゲルが隊長を務め、ダンの恋人・友里アンヌはウルトラ警備隊を退職して一児の母となっている設定で、テレビシリーズのオリジナルキャストである毒蝮三太夫とひし美ゆり子が、それぞれ当時と同じ役で出演している。その他、「地球環境保全委員会」における解説者として東京大学名誉教授の竹内均が特別出演（視聴者向けの温暖化問題の解説を兼ねたシーンでの登場）した他、同委員会のメンバーとして『ウルトラマン』に出演していた黒部進（ハヤタ / ウルトラマン）、桜井浩子（フジ・アキコ）、二瓶正也（イデ）、『ウルトラQ』に出演した佐原健二（万城目淳）と西條康彦（戸川一平）、当時の円谷プロダクション社長・円谷皐がゲスト出演している。
ウルトラ警備隊の隊員は、当初は一般に向けて隊員募集が告知され、およそ3000人の応募があったというが、最終的にはプロの俳優である松山鷹志に落ち着いた。
放映時には、作品終了後に政府の広報コーナーがあった。後に大阪府知事になる太田房江が登場した。
あらすじ
ウルトラセブンが去ってから約30年後の地球。何者かの攻撃によって負傷したセブンが、墜落という形で地球に再来。一方、地球環境保全委員会に出席したフルハシ隊長は、そこでハイパーソーラーシステムの爆破事故に遭遇する。原因不明の爆破事故を宇宙人の仕業と考えたウルトラ警備隊は調査を開始。そしてその夜、アンヌの息子ダンは森の中で謎の少女と怪獣を目撃する。それはピット星人の新たなる侵略計画の始まりだった。
備考
撮影は1994年1月に行われ、同年3月10日過ぎに完成した。また、編集やアフレコの手間を省略するためにビデオ撮影で行われたが、回想シーンで過去のフィルム映像を挿入する必要があったことから、フィルム映像に近く見えるように加工されている。

### ウルトラセブン 地球星人の大地
前作同様に資源エネルギー庁がタイアップし、1994年10月10日の午前10：30-11：25に日本テレビ系列で全国放送された。
今回は前作とは異なり、クリーンエネルギーと謳っているが、スポンサー色を前作ほどに出さないものとなり、ゴミ問題とリサイクルを軸に話が展開し、前作ではナレーターおよびセブンの声でのみの出演だった森次晃嗣が、ダンとして26年ぶりに出演した。代わりのナレーターには『セブン』テレビシリーズでナレーターを担当した浦野光が復帰した。
ダンの登場は第3弾の特番の構想があったことによるものであり、新しい人物がセブンという存在を継承するという流れが考えられていた。
あらすじ
北川市郊外の湖に突如として恐竜が出現。ウルトラ警備隊は恐竜を冷凍化し、環境生態学のトネザキ教授に調査を依頼するが、恐竜は忽然と姿を消してしまう。同じころ、トネザキの前には謎の2人の男女が現れ、恐竜を復活させたのは自分たちだと告げた。ゴミの出ない理想の未来都市「エコポリス」を見せた彼らに、地球環境の悪化に思い悩んでいたトネザキは理想実現のために協力するが、それはメトロン星人の恐るべき罠だった。
備考（2作品共通）
- 使用されたセブンのスーツはアトラク用のもの。プロテクターが薄くて溝で分割されておらず、凹部が金で塗られている。
- バップより発売されたビデオソフト版には、「TV放映サイズ版」と「完全ノーカット版」がある。

### ウルトラセブン誕生30周年記念3部作
1998年6月から8月にかけてバップのオリジナルビデオとして発売。全3巻。
前作で消息不明となったセブン＝ダンはこのシリーズで生存が判明し、第3話で地球防衛軍の参謀に昇格したフルハシと約30年ぶりの再会を果たすこととなる。
基本的には、ダンが旅をしながら遭遇した怪事件を調査していくロードムービーである。既にウルトラ警備隊を離れているダンが事件に関わるには様々な支障があることから、本シリーズではウルトラ警備隊の新人隊員であるカザモリ・マサキの姿を借り、従来のダンの姿と併用しつつ地球の平和を守るために活動。ウルトラ警備隊メンバーはテレビスペシャルから一新され、『セブン』と同じ6人編制となっている。
製作
プロデューサーの円谷昌弘や監督の神澤信一は『地球星人の大地』終了後にもう1本製作したいと考えており、テレビドラマ『ムーンスパイラル』で関係の深まったバップに働きかけオリジナルビデオとして製作されることとなった。前作から4年ほど経っていたことから、神澤の提案による「記憶を失って放浪するダン」という設定を軸にプロットが作成された。
特番では、エコロジーの概念を地球の記憶と捉えていたため、それに転じて人間の姿かたちが進化の記憶を反映させたものとして、人間の内なるものと外なるものを対比させ、その図式をセブンと怪獣、セブンと宇宙人という対立項に結び付けている。特番が実質50分の尺であったことから、大人層のユーザーを重視してドラマを深掘りできる60分枠をイメージしたという。
テレビ番組ではなくなったため、撮影では黒の色調をテレビ放送では許可が出ない極限レベルまで下げるなどして、明暗のコントラストをはっきりとさせた画面作りが意識された。
キャスティング
ウルトラ警備隊員役の出演者は、オファーでキャスティングされたシラガネ隊長役の南条弘二以外の5人はオーディションで選出された。書類選考には1500人の応募があり、オーディションの応募総数2000人におよんだ。
テレビスペシャルでカジ隊員役を演じた影丸茂樹は、シンジョウ・テツオ隊員役で出演した『ウルトラマンティガ』終了直後だったために出演を見送られている。

### ウルトラセブン1999最終章6部作
1999年7月から12月にかけてバップのオリジナルビデオとして発売。全6巻。
物語冒頭でのフルハシの戦死を発端として、「地球を攻撃する意図を有する知的生命体がいると思われる惑星を先制攻撃することで地球を防衛する」という地球防衛軍の「フレンドシップ計画」を巡って、地球人と異星人、そして地球人同士の対立と葛藤を軸として物語が展開する。また、第1話では前シリーズでダン＝セブンがその姿を借りたこともあるカザモリも、セブンの目の前で戦死する（重傷を負ったとの見方もある）。カザモリを治癒カプセルに収納したダンは再びカザモリの姿に変身し、ウルトラ警備隊員としてもっぱら行動するため、ダンはあまり登場せず、第3話では一度も登場していない。第6話ではかつて地球人の祖先が犯した大罪が明らかとなり、ダン＝セブンは愛し愛された地球人を守るために悲しく重大な決断をせざるを得ない状況に追い込まれる。
タイトルの通り、本来は平成ウルトラセブンの最終章となるはずだったが、3年後に続編『ウルトラセブン誕生35周年“EVOLUTION”5部作』が製作される。
製作
ストーリーは子供向けを意識せず、これまでよりも高度な内容が目指された。
フルハシが死亡する展開は、前作のダンとフルハシの別れのシーンを受けてダン＝セブンが地球に戻ってくるための理由付けとして用意されたが、スタッフの中にはフルハシの死に反対する声もあり、それに応えるために第6話の展開が考えられた。第6話の脚本では、フルハシの顛末について本来の脚本には不要なSF設定解説が2ページに渡って記載されている。
第6話は脚本第2稿まで旧作のキリヤマ隊長が登場することになっており、演者の中山昭二が出演する予定だったが、撮影期間中の1998年の12月に死去したために叶わなかった。キリヤマの登場は、後に発売された小説版『ウルトラセブン EPISODE：0』にて描写されている。
この小説版ではアギラがザバンギ戦で登場しなかった理由も説明されている。
前作よりも予算と製作時間が増えており、撮影用テープはBETACAMからDigital BETACAMに変更され、編集システムもインフェルノが導入されるなど、撮影機材の向上によってビデオ撮影でもより高度な映像効果が用いられている。
ウルトラホーク3号のミニチュアは本作品のために造られたものではなく、前作の後に井口昭彦が率いる特撮美術会社GAMで独自に制作していた。
テレビ放送
第5話が『ウルトラマン列伝』内で2013年4月3日に地上波初放送された。ただし、30分尺の同番組に合わせた編集を経て放送されており、ダンがカザモリの姿から戻るシーンもカットされている。

### ウルトラセブン誕生35周年"EVOLUTION"5部作
2002年5月から9月にかけてバップのオリジナルビデオとして発売。全5巻。前作である1999最終章6部作から5年後の世界の物語。
前作のラストで宇宙の掟に背いて地球人を守ったがゆえにM78星雲の同胞から断罪され、馬の首暗黒星雲の闇の中に幽閉されたセブンの復活を描く。
本作品では「EPISODE：3」のラストまではセブンは宇宙空間で幽閉されているシーンが映るだけとなっており、第1巻は「EPISODE：4」を収録して復活したセブンの雄姿と地球防衛軍の壊滅という事実を提示。第2巻以降は「EPISODE：1～3、5」を順に収録することで、そこに至る経緯を示すという構成となっている。
本作品でセブンは馬の首暗黒星雲に幽閉されながらも、地球に残した自らの分身ともいうべきカザモリと合体して地球への帰還を果たす。地球に帰還後も人間体は合体したカザモリとなっているため、ダンは登場しない。
製作
本編は2001年、特撮は2002年1月に撮影が行われた。
前作のラストもあり、企画当初はセブンを登場させずにウルトラ警備隊を主役とした作品として考えられていたが、セブンを登場させたいという要望が多かったためにセブンが復活するという内容に変更された。

## 登場怪獣・宇宙人
- 変身怪人 ピット星人（二代目） - 『ウルトラセブン 太陽エネルギー作戦』に登場。
- 宇宙怪獣 エレキング（二代目） - 『ウルトラセブン 太陽エネルギー作戦』に登場。
- 幻覚宇宙人 メトロン星人（三代目） - 『ウルトラセブン 地球星人の大地』に登場。
- 分身宇宙人 ガッツ星人（2代目） - 『ウルトラセブン誕生30周年記念3部作』第2話「地球より永遠に」に登場。
- 宇宙ロボット キングジョーII - 『ウルトラセブン1999最終章6部作』第5話「模造された男」に登場。
- 地球原人 ノンマルト - 『ウルトラセブン1999最終章6部作』第6話「わたしは地球人」に登場。
- カプセル怪獣 ウインダム - 『ウルトラセブン1999最終章6部作』第3話「果実が熟す日」と第6話「わたしは地球人」に登場。
- カプセル怪獣 ミクラス - 『ウルトラセブン1999最終章6部作』第6話「わたしは地球人」に登場。
- 放浪宇宙人 ペガッサ星人 - 『ウルトラセブン誕生35周年“EVOLUTION”5部作』EPISODE：1「ダーク・サイド」に登場。
- 反重力宇宙人 ゴドラ星人 - 『ウルトラセブン誕生35周年“EVOLUTION”5部作』EPISODE：2「パーフェクト・ワールド」に登場。
- 双頭合成獣 ネオパンドン - 『ウルトラセブン誕生35周年“EVOLUTION”5部作』EPISODE:3「ネバーランド」とEPISODE：4「イノセント」に登場。

恐竜
『ウルトラセブン 地球星人の大地』に登場。
メトロン星人がDNAの情報を解析して復元、改造させた撹乱用の太古の生物。元はジュラ紀後期に棲息していた獣脚亜目科に属する肉食恐竜で、その骨格の化石は北川市郊外の地層から多数発見されていた。一時はウルトラ警備隊の活躍で氷漬けにされるものの、その後メトロン星人によって回収され、星人と共にウルトラセブンと戦った。これといった特殊能力は持っていないが、メトロン星の科学技術で強化されたため、怪獣と同じくらいの怪力を誇っておりセブンを苦しめたが、セブンに怯えて星人に蹴られ、最期はメトロン星人の秘密基地「エコポリス」の大爆発に巻き込まれて跡形もなく吹き飛んだ。
- 着ぐるみは円谷プロダクションのイベント用のものを使用。

洗脳宇宙人 ヴァリエル星人
『ウルトラセブン誕生30周年記念3部作』第1話「失われた記憶」に登場。
動物と植物の両方の特徴を併せ持つ中間的宇宙生命体。自然破壊を行う地球人を嫌悪し、ヴァリエル植物と呼ばれる宇宙植物を用いてテクノシティの人間たちの脳神経を麻痺させて洗脳し、地球を自らが美しいと思っている太古の姿に戻そうとした。地球上では女性の姿に変身して暗躍。円盤はカブトガニによく似た形状をしており、射出口からは赤いレーザー光線を発射。遺跡発掘現場から出現した。星人が母星の仲間を呼び寄せるべく、一旦はヴァリエル星に帰ろうとしたところでウルトラホークとの空中戦に突入し、ホークの攻撃を受けて爆発。星人の戦闘能力はかなり高く、エメリウム光線を2回受けてもまだ活動できるだけの力を残していた。武器として両手から種を発射するシードミサイルや、相手の神経を麻痺させる緑色の花粉パーティクルビームを撒き散らす。人間体の時には光線銃を使用する。最後はエメリウム光線でダメージを受けたところに、ワイドショットを撃ち込まれて止めをさされた。

硫黄怪獣 サルファス
『ウルトラセブン誕生30周年記念3部作』第2話「地球より永遠に」に登場。
不動岳の下から出現した怪獣。秘密基地を地球防衛軍に急襲されたガッツ星人が、切り札として出現させた。もともとは火山地帯付近の地底に生息する地底怪獣だが、ガッツ星人の手によって硫黄細菌を植え付けられ狂暴化し、さらに脳波をコントロールされて操られた。元は地底怪獣であるため、高速で地底を掘り進むことが可能。耐久力が非常に優れており、セブンのワイドショットを受けて一度は倒されたかに見えたが、その後何事もなかったかのように再び立ち上がった。口からはガッツ星人の作り上げた黄色の硫黄細菌ガス（硫黄ガス）、両手からは火炎弾、全身からは高温の蒸気マントルスチームを放つ。蒸気で発生させた雲で空を覆い太陽光を遮ることでセブンをピンチに追い込んだが、ウルトラホークの活躍で雲を払われ形勢が逆転。最期にはウルトラセブンの新必殺技であるネオワイドショットを受けて倒された。その後、ガッツ円盤もウルトラホークによって撃墜された。

太陽獣 バンデラス
『ウルトラセブン誕生30周年記念3部作』第3話「太陽の背信」に登場。
バンデラス星系宇宙の太陽の化身で、宇宙意識が具現化したものである。100億年間バンデラス星系の太陽として輝いていたが、太陽としての寿命が尽き、滅亡することが近いことを知り、自らの燃える活力を持続させるため地球人の欲望のエネルギー（マイナスエネルギー）を吸収して再び輝こうとした。他の惑星の様子を観察するときは、スターゲイトを使用する。全身から大気中の水素を核融合させて放つ高熱シャイニングヒートを発するほか、胸部から発射するソーラーカノンビームが強力。
バンデラスが自らの生命に固執したのは、太陽である自分が滅びれば、自分の星系に棲む生物たちが死滅してしまうためであり、バンデラスなりの生物たちへの愛情があったからだが、バンデラス星系の生物たちは、既に絶滅の状態にあり、高度な文明を誇る知的生命体たちは、他星系へ逃れたようである。
最期はセブンの新技パーフェクトフリーザーで氷漬けにされ、宇宙空間でワイドショットを浴び爆破された。

寄生生命体 ヴァルキューレ星人
『ウルトラセブン1999最終章6部作』第1話「栄光と伝説」に登場。『ウルトラセブンイズム』では、別名を「精神寄生体」と表記している。
地球防衛軍の急進派が推し進めるフレンドシップ計画により太陽系第10惑星の母星を探査されたことに腹を立て、自らの存在が気付かれて攻撃される前に人類を滅ぼして地球を占領するため、地球防衛軍内で最も侵略の障害となるウルトラ警備隊の無力化を狙った宇宙人。外見は臓器と血管を融合させたような姿。普段は実体を持たず、他の生物に寄生、精神を乗っ取って自由に操るが、寄生せずとも周りの生物を複数同時に操ることができる。
地球防衛軍のムーンベースを襲撃し、基地内の隊員たちを精神支配して同士討ちで全滅させた。また、このとき月基地に居合わせたフルハシ参謀を殺害し、親友を殺されたダン＝セブンの怒りを買うこととなる。その後、地球に侵入し、民衆を操りマスコミを扇動してウルトラ警備隊への信頼を失わせ、活動停止に追い込んだ。
地球人を侵略者だと考えており、あくまで地球人を信じ続けるダンとは意見が対立したまま、巨大化してウルトラセブンと戦う。瞬間移動能力でセブンを翻弄したが、最後はワイドショットで爆破された。その後、皮肉にもフレンドシップ計画は反対していたフルハシの死を契機にさらに推進が決定されることとなり、ヴァルキューレ星はそのテストケースとしてワープ航法ミサイルにより破壊される結果になった。 
- 当初は青い体色であったが、人体模型のような不気味さを求める監督の神澤信一の意見により、筋肉を思わせる赤い体色に変更された。
- フレンドシップ3号のコクピットに現れた影は型紙で表現している。

帰化宇宙人 キュルウ星人
『ウルトラセブン1999最終章6部作』第2話「空飛ぶ大鉄塊」に登場。
善良で友好的な宇宙人で、20年以上前に事故で地球に漂着した。地球上では辺見芳哉という人間に化けており、サトミの父であり、早川科学出版を営むハヤカワ・イチロウとは友人の関係にあった。母星に帰るための宇宙船を建造できる技術力を持つ者を探すため、宇宙船の重力遮断システムの設計図が記された『空飛ぶ大鉄塊』という空想小説の上巻を出版した。その後、大鉄塊を完成させるために必要な下巻も書き上げたが、こちらは世間の理解を得られず未出版のまま終わる。そのため未完成の大鉄塊を操るガロ星人に狙われることとなる。
大鉄塊は、キュルウ星人をエネルギーとして取り込むことで、初めて完全体として活動できる。大鉄塊に自らエネルギーとして取り込まれ、ガロ星人のコントロールを奪った後に、ウルトラセブンに大鉄塊を自分ごと倒すよう申し出、大鉄塊やガロ星人と運命を共にした。
- 本来の姿はシルエットでしか登場しなかったため、詳細な姿は不明。

宇宙昆虫 ガロ星人
『ウルトラセブン1999最終章6部作』第2話「空飛ぶ大鉄塊」に登場。
「宇宙昆虫」の異名を持つ残虐で狡猾な性格の蜘蛛型の小型宇宙人。体長はわずか40センチで、肉体的には虚弱な種族だが、代わりに他の生物や機械の後頭部に張り付いて意のままに操る能力を有しており、その能力を駆使して惑星間の激しい生存競争を勝ち抜いてきた。とはいえ、個体としてはやはり弱いことに違いが無いため、複数で活動することが多い。黒衣の謎の男を操る。
地球側の推し進めるフレンドシップ計画を恐れ、元はキュルウ星人の乗り物であった大鉄塊を、『空飛ぶ大鉄塊』という空想小説の上巻を元に建造し、地球を先に征服しようと考えた。釣りをしていた若者3人を操ってサトミ隊員を襲わせたこともあり、未完成だった大鉄塊を完全にコントロールすることはできなかったため、キュルウ星人の書いた小説の下巻を探し出して完全体にしようとした。大鉄塊に搭乗してセブンを追い詰めるが、大鉄塊ごと倒された。

鉄鋼ロボット ダイテッカイ（大鉄塊）
『ウルトラセブン1999最終章6部作』第2話「空飛ぶ大鉄塊」に登場。
地球に不時着したキュルウ星人が母星に帰るために作り上げようとしていたロボット。意思を持った生命体が搭乗することで完全体となる。円筒状の宇宙船に変形したり、地底を掘り進むこともできる万能ロボットで、キュルウ星人は「完璧な兵器」と称しセブンでも倒すのは無理だと忠告していた。胸部にある量子エネルギー変換システムにより、あらゆる物質やエネルギーを量子レベルに変換して取り込むことができ、取り込んだエネルギーを利用して胸部にある量子ビーム砲から強力な量子ビーム（粒子ビーム砲）を発射できる。しかしここが弱点でもある。
後にフレンドシップ計画を恐れ、母星が地球に攻撃される前に逆に地球を征服しようとしたガロ星人によって未完成なまま奪われてしまった。セブンの必殺技ですら吸収してしまったが、最期はキュルウ星人にコントロールを奪われ動きを止めた隙に、セブンの手によって量子エネルギー変換システムを抜き取られ破壊された。

犯罪宇宙人 レモジョ星系人
『ウルトラセブン1999最終章6部作』第3話「果実が熟す日」に登場。
遥か宇宙の彼方にある水瓶座第3星群レモジョ星系からきた宇宙人。護送されていたテロリストだったが、囚人輸送船内で反乱を起こし、南米ペルーでの墜落事故によって逃亡し生き残った3体が生体兵器であるボラジョの実を地球に持ち込んだ。擬態能力があるが完全なものではないため、変身した状態は1日に10数時間くらいしか維持できない。また、ポワンのみ頭の形状が異なっている。
3体のうち、1体の個体の名前はポワン（劇中未呼称）で、女性歯科医・葉室サエコに擬態していた。他の2体はそれぞれの名は、ボクサー風の青年に変身したゲイル（一時的にカザモリにも変身した）、やや臆病な中年サラリーマン風の男に変身したムーピョ。カプセル怪獣ウインダムとも戦ったことがある。その後、全員ウルトラガンで射殺された。
- その他の作品に登場するレモジョ星系人
  - 漫画『酩酊!怪獣酒場2nd』では、第36話にレモジョ星系人ポワンがダークルギエルによってスパークドールズに変えられた状態で登場する。

植物獣 ボラジョ
『ウルトラセブン1999最終章6部作』第3話「果実が熟す日」に登場。
レモジョ星系人の囚人輸送船に乗せられていた実験用生体兵器。レモジョ星系に育成する植物ボラジョの実が元になっている怪獣。溶解力の強いガスを放出し、体を回転させてサンドストームを巻き起こす。また腕は前後どちらにも曲げることができ背後からの攻撃にも対応できる。
実は囚人の反乱によって墜落した輸送船から逃げ出した囚人とは別に、南米ペルーから貨物として芝刈倉庫街に運ばれた。ウルトラ警備隊にほとんど焼かれたが、残った一個がゲイルの生体エネルギーと執念によって完熟し怪獣化した。自在に伸びる蔓でウルトラセブンを苦しめるが、ウルトラホーク3号に援護されたセブンのワイドショットで倒された。
- スーツは上から被る方式となっており、スーツアクターが後ろ向きに入っても操作できる構造となっている。デザイン段階では足が存在したが、監督の髙野敏幸の要望によりオミットされた。

時空怪獣 大龍海（）
『ウルトラセブン1999最終章6部作』第4話「約束の果て」に登場。
乙姫（妹）を守り、そして乙姫（妹）に使役される乙姫（姉）の化身の怪獣。300年前に乙姫（姉）の約束を破った漁師の人間・浦島太郎に対し、失望した乙姫（妹）が海へ捨てた貝殻から発生した竜巻の中から出現し、300年前の時間と交錯する龍ノ宮市で大暴れした。極めて優れたジャンプ力を持ち、白い煙幕や爆裂弾（爆発弾）を吐きウルトラセブンと戦うが、老人となった浦島太郎が約束を思い出したことにより鎮静化、セブンに倒されることなく浦島太郎を光に変えて吸収して天へと昇った。

守護神獣 ザバンギ
『ウルトラセブン1999最終章6部作』第6話「わたしは地球人」に登場。
数万年前、現在の地球人類によって滅ぼされたノンマルトの守護神ともいうべき怪獣。守護神というだけあって恐るべき能力を誇る怪獣で、得意技は口から放射するオレンジ色の強力な破壊熱線。
自らをノンマルトと名乗る女の呼びかけに応じて出現。オメガファイル研究施設に迫り、それを防ぐためにカザモリ＝ダンが召喚したミクラスとウインダムの2体を圧倒し、戦闘不能に追い込む。しかし、最後はセブンのアイスラッガーの一撃で喉笛を斬られて倒された。

円盤竜
『ウルトラセブン誕生35周年“EVOLUTION”5部作』全EPISODEに登場。
M78星雲以外の惑星からやって来た恒点観測員。恒点観測員の条例に従い、地球で起きることを静観していた。
- 『ウルトラセブン』に登場した宇宙竜ナースに酷似した外見を持つが、設定上の繋がりは無い。

植物生命体 ミツコ
『ウルトラセブン誕生35周年“EVOLUTION”5部作』EPISODE：4「イノセント」とEPISODE：5「アカシックレコード」に登場。
アカシックレコードで将来人類に代わって地球を統治するとされている新人類。その名の通り植物が進化した存在で、見た目は人間と変わらないが、植物と同様にウルトラ警備隊が保管していた金色の種子のサンプルから生まれ、体内に有した葉緑素によって成長が人間より速い。争いは好まず、枯れた草木を蘇らせる能力を持つ。

メタル宇宙人 ガルト星人
『ウルトラセブン誕生35周年“EVOLUTION”5部作』EPISODE：3「ネバーランド」、EPISODE：5「アカシックレコード」に登場。
セブンと同じ「人類進化の傍観者」を名乗り、普段は量子通信システム観測所の職員・タシロとして活動。一連の事件の首謀者であり、ペガッサ星人やゴドラ星人の防衛軍基地占領、元地球防衛軍のスワが操るネオパンドンも差し金である。当初はセブンと争おうとはせず、「誰も直接見たことのない生物の進化の幸運な目撃者になる」と嘯いていたが、真の目的は植物系生命体がいずれは地球を統治するだろうというアカシックレコードの内容から植物系生命体の存在を利用し、影の支配者として地球に君臨することだった。そのために、「地球は植物系生命体が統治するが、新たな段階に進化する人類と平和的に共存していく」というアカシックレコードの内容を「植物系生命体は進化の袋小路に陥った人類を滅ぼして地球を統治する」というように書き換える大罪を犯していた。
武器として、両手から破壊波動やエネルギーを凝縮した破壊光弾を発射することが可能。EPISODE：5の冒頭では、セブンの放ったアイスラッガーを瞬間移動で回避するなどの実力者でもある。また、メタル宇宙人の別名通り、皮膚は鋼鉄で覆われている。
怪獣ガイモスを操り、ガイモスとともに巨大化してセブンと対決した。己の切り札であるガイモスとの共闘で一時的にセブンをダウンさせるものの、体勢を立て直したセブンにワイドショットで止めを刺された。
なお、カザモリは本来のアカシックレコードの内容は「人類が植物系生命体に滅ぼされて～」で、それを「進化と共存」に書き換えた存在がいる（セブン同様に地球人を愛してアカシックレコードにすら干渉できる力を持つ未知の存在）可能性を立てている。この説を証明するように、ガルト星人はセブンからアカシックレコードの書き換えを糾弾されても本当に心当たりがないような様子を見せていた。
- ガルト星人の声を担当した声優の関智一は、顔出しの俳優としてガルト星人の人間体・タシロも演じている。
- 当初は人間大での登場のみの予定であったが、スタッフがデザインを気に入ったために脚本打ち合わせの終盤で巨大化するシーンが追加された。
- 小説版『ウルトラセブン EVOLUTION』では概ねの扱いは映像作品を踏襲しているが、巨大化する事は無く終始人間大で活動している。

妖邪剛獣 ガイモス
『ウルトラセブン誕生35周年“EVOLUTION”5部作』EPISODE：5「アカシックレコード」に登場。
植物生命体統治後の地球での支配権の獲得を狙っているガルト星人が操り、ネオパンドンの次にウルトラセブンに差し向けた滅びの魔獣。獣のような頭は真っ二つに割れており、そこからさらに蛇の頭が突き出し、蛇の身体が腹部を貫いているという不気味な容姿を持つ（横から見ると蛇のような怪獣がめり込んでいるように見える）。かなりの怪力の持ち主で、武器は口や両肩から発射する強力な火炎弾。セブンとの戦いは当初こそ劣勢だったが、ガルト星人の援護を受け一度はセブンをダウンに追い込む。しかし星人の命令で止めを刺そうとして、逆に息を吹き返したセブンにアイスラッガーを突き刺されて絶命した。
- デザインは井口昭彦。図書館で偶然目にした京都・西住寺の宝誌和尚立像に影響を受けてデザインした。元の怪獣を中に入った怪獣が食い破ったイメージでデザインされた。

## キャスト
テレビスペシャル
- フルハシ・シゲル：毒蝮三太夫
- カジ：影丸茂樹
- トーゴー：松山鷹志
- リサ：鈴木亜美
- ウルトラセブン：高橋和司[41]、大滝明利（太陽エネルギー作戦）、岡野弘之[41]（地球星人の大地）
- エレキング：横尾和則、三宅敏夫、岡野弘之
- ピット星人：梛野素子、吉尾亜希子
- メトロン星人：横尾和則
- 恐竜：岡野弘之
- ナレーター：森次晃嗣（太陽エネルギー作戦）、浦野光（地球星人の大地）
- モロボシ・ダン：森次晃嗣

オリジナルビデオ
- フルハシ・シゲル：毒蝮三太夫
- モロボシ・ダン、ナレーター：森次晃嗣
- カザモリ・マサキ[注釈 23]：山﨑勝之
- シラガネ・サンシロウ：南条弘二
- シマ・ケイスケ：正岡邦夫
- ミズノ・タクマ：古賀亘
- ハヤカワ・サトミ：鵜川薫
- ホンジョウ・ルミ：あだち理絵子[注釈 24]
- ウルトラセブン：横尾和則（第1話）、北岡久貴（第2、3話）
- ヴァリエル星人：北岡久貴、横尾和則[20]
- ガッツ星人：横尾和則
- サルファス[20]、バンデラス[20]：岡野弘之

1999最終章6部作
- タケナカ長官：佐原健二
- カジ参謀：影丸茂樹
- 防衛軍参謀：諏訪太朗、中野剛、野口雅弘
- ウルトラセブン：岡野弘之（第1 - 3話）、北岡久貴（第4 - 6話）
- ヴァルキューレ星人[20]、ボラジョ[20]、ミクラス：横尾和則
- 大鉄塊[20]：伊東丈典
- 大龍海[42]：藤本幸太郎
- キングジョー、ザバンギ[20]：外島孝一
- ウインダム：横尾和則（第3話）、山本諭（第6話）

"EVOLUTION"5部作
- キサラギ・ユキ：勝村美香
- タシロ / ガルト星人の声：関智一
- イナガキ参謀：野口雅弘
- サイジョウ参謀：西守正樹
- 諏訪将校：神威杏次
- ミツコ：奈良沙緒理
- ウルトラセブン：山本諭
- ペガッサ星人：外村ひろき
- ゴドラ星人、ガルト星人：平井敬太
- ネオパンドン、ガイモス：横尾和則

## スタッフ

### テレビスペシャル
- 監修：円谷皐
- プロデュース：前田伸一郎（日本テレビ）、円谷昌弘（円谷プロ）、大野実・藤波俊彦→今井修二（読売広告社）
- 監督・特技監督：神澤信一
- 脚本：右田昌万
- 音楽：冬木透
- 技斗：大滝明利
- 編集：松木朗
- 特別協賛：ソーラーシステム振興協会
- 技術協力：アクトファースト、照明技術、タムコ
- 操演：亀甲船
- 光学アニメーション：日本エフェクトセンター
- 音響効果：スワラプロダクション
- 衣装：東宝コスチューム
- スタジオ：東宝ビルト
- 協力：三菱自動車、Apple Computer（地球星人の大地）、コニカ（地球星人の大地）、マルシン工業（地球星人の大地）、バップ
- ロケ協力：東京工科大学、日本工学院八王子専門学校（地球星人の大地）
- 企画制作：日本テレビ
- 製作：円谷プロダクション、読売広告社

### オリジナルビデオ
- 企画：円谷一夫
- プロデュース：円谷昌弘、近貞博、穂山賢一（Evolution5部作）
- シリーズ構成（Evolution5部作）：武上純希
- 特撮アドバイザー（1999最終章）：大岡新一
- 音楽：冬木透
- 音楽プロデュース（1999最終章）：玉川静、高島幹雄
- キャラクターデザイン：井口昭彦（新怪獣）
- 企画制作：バップ

## 作品リスト
| テレビスペシャル                         | テレビスペシャル | テレビスペシャル                  | テレビスペシャル                                                                            | テレビスペシャル | テレビスペシャル | テレビスペシャル | テレビスペシャル            |
| 放送日                                   | 話数             | タイトル                          | 登場怪獣・宇宙人                                                                            | ゲスト | 監督             | 特撮監督         | 脚本                        |
| ---------------------------------------- | ---------------- | --------------------------------- | ------------------------------------------------------------------------------------------- | --- | ---------------- | ---------------- | --------------------------- |
| 1994年 3月21日                           | 1                | ウルトラセブン 太陽エネルギー作戦 | - 変身怪人 ピット星人（2代目） - 宇宙怪獣 エレキング（三代目）                              | - 少女：実佳（二役） - ダン：青木海 - トシコ：沢口遥 - アンヌ：ひし美ゆり子 - サガミ副長官：松熊信義 - スミヨシ委員長：伊藤紘 - 第17支部格納庫隊員：松岡稜士、三宅敏夫 - オオタキ主任：大滝明利 - オペレーター：倉光伸枝 - 防衛軍隊員：右田昌万 - 特別出演 - タケウチ・ヒトシ：竹内均 - クロベ・ススム：黒部進 - サイジョウ・ヤスヒコ：西條康彦 - サクライ・ヒロコ：桜井浩子 - サハラ・ケンジ長官：佐原健二 - ニヘイ・マサナリ：二瓶正也 - ヨシダ・テルミ：吉田照美 - ツブラヤ・ノボル：円谷皐 - クスハラ博士：荻島真一 | 神澤信一         | 神澤信一         | 右田昌万                    |
| 10月10日                                 | 2                | ウルトラセブン 地球星人の大地     | - 幻覚宇宙人 メトロン星人（三代目） - 恐竜                                                  | - トネザキ教授：円谷浩 - サトミ・シオリ：土家里織 - ノグチ：渡辺成紀 - 謎の男 / メトロン星人：神威杏次 - 謎の女 / メトロン星人：梛野素子 - 指揮官：大滝明利 - ヒゴ：諏訪太郎 - 釣り人：打出親五 | 神澤信一         | 神澤信一         | 右田昌万                    |
| ウルトラセブン誕生30周年記念3部作        |                  |                                   |                                                                                             | |                  |                  |                             |
| 発売日                                   | 話数             | サブタイトル                      | 登場怪獣・宇宙人                                                                            | ゲスト | 監督             | 特撮監督         | 脚本                        |
| 1998年 6月5日                            | 1                | 失われた記憶                      | 洗脳宇宙人 ヴァリエル星人                                                                   | - 村田恭子：大塚良重 - ヨシナガ助教授：のだよしこ - 村田麗：清水香里 - ヴァリエル星人：大島万記子 - テクノ・シティ理事長：夷正信 - 森永医師：谷本一 - 入院患者：外島孝一 - ヴァリエル星人の声：大場真人 | 神澤信一         | 神澤信一         | 神澤信一                    |
| 7月5日                                   | 2                | 地球より永遠に                    | - 分身宇宙人 ガッツ星人（2代目） - 硫黄怪獣 サルファス                                      | - ナツミ：菅原晶子 - 若者：菅原卓幸、牧剛、村口千尋 - 竹内教授：堀克利 - 武田ノブト：岩崎力 - 運転手：小鷲佳敬 - 防衛軍補佐：明石知也 - 硫黄人間：右田昌万 - TDF隊員：神澤信一 - ガッツ星人の声：佐藤正治 | 神澤信一         | 神澤信一         | 武上純希                    |
| 8月5日                                   | 3                | 太陽の背信                        | 太陽獣 バンデラス                                                                           | - イナダ・エイジロウ：相馬剛三 - ハタ：宮坂ひろし - マリ：河合美佳 - ダイチ：杉浦由之 - 農夫：飯塚俊太郎 - ヨシエ：大地輪子 - 若者：大久保乃武夫 - 老人：打出親五 - バンデラスの声：萬野展 | 高野敏幸         | 神澤信一         | 右田昌万                    |
| ウルトラセブン1999最終章6部作            |                  |                                   |                                                                                             | |                  |                  |                             |
| 発売日                                   | 話数             | サブタイトル                      | 登場怪獣・宇宙人                                                                            | ゲスト | 監督             | 特撮監督         | 脚本                        |
| 1999年 7月7日                            | 1                | 栄光と伝説                        | 寄生生命体 ヴァルキューレ星人                                                               | - イマナリ・シンイチ：亀山忍 - フレンドシップ3・乗組員：町田真一、小野日路美、北岡久貴 - ムーンベース隊員：福田佳弘 - オペレーター：山本卓也 - 調査スタッフ：中田敦夫 - イマナリの妻：坪井雅子 - おでん屋：打出親五 - ヴァルキューレ星人の声：大場真人 - 特別出演 - ジャーナリスト：小倉一郎 - アナウンサー：町亞聖（日本テレビアナウンサー） | 神澤信一         | 神澤信一         | - 神澤信一 - 武上純希       |
| 8月5日                                   | 2                | 空飛ぶ大鉄塊                      | - 帰化宇宙人 キュルウ星人 - 宇宙昆虫 ガロ星人 - 鉄鋼ロボット 大鉄塊                         | - ハヤカワ・イチロウ：並樹史郎 - ハヤカワ・サトミ（少女期）：嘉部彩加 - おばさん：宮内ゆうこ - 謎の男：大滝明利 - 若者：三村幸司、外島孝一、瀬間由香 - キュルウ星人（辺見芳哉）：赤星昇一郎 | 神澤信一         | 満留浩昌         | - 武上純希 - お〜いとしのぶ |
| 9月5日                                   | 3                | 果実が熟す日                      | - 犯罪宇宙人 レモジョ星系人 - 植物獣 ボラジョ - カプセル怪獣 ウインダム                     | - レモジョ星系人ムーピョ：掛田誠 - 倉庫番：浜田道彦 - 記者：大矢枝里香 - おやっさん：松田章 - 警備員：北村隆幸 - 万引きする女子高生：菅原恵里 - レモジョ星系人ゲイル：高橋和興 - レモジョ星系人ポワン / 葉室サエコ：宮内知美 | 高野敏幸         | 高野敏幸         | 右田昌万                    |
| 11月5日                                  | 4                | 約束の果て                        | 時空怪獣 大龍海                                                                             | - 乙姫（姉妹）：田中規子（二役） - 角野（亀）：伊藤隆 - 浦島太郎（青年）：李ぢょんほ - 西崎総合病院医師：春日シロウ - 店の女将：川口節子 - 子供：上條誠 - 浦島太郎（老人）：草薙幸二郎 | 神澤信一         | 神澤信一         | 太田愛                      |
| 12月5日                                  | 5                | 模造された男                      | 宇宙ロボット キングジョーII                                                                 | - カネミツ・ハルカ：原史奈 - カネミツ・ヨウコ：風祭ゆき - カネミツ・タツ：風見章子 - 参謀：吉田吉輝 - イケダ社長：鹿島信哉 - イケダ・エツ：木村夏江 - 大塚刑事：宮坂ひろし - カネミツの秘書：穂積美幸 - 主任：右田昌万 - カネミツ・ユタカ：河西健司 | 高野敏幸         | 満留浩昌         | - 右田昌万 - 原案：秋廣泰生 |
| 12月31日                                 | 6                | わたしは地球人                    | - 地球原人 ノンマルト - 守護神獣 ザバンギ - カプセル怪獣 ウインダム - カプセル怪獣 ミクラス | - 伊集院保安部長：瀬木一将 - ノンマルト：渡辺典子 | 神澤信一         | 満留浩昌         | 武上純希                    |
| ウルトラセブン誕生35周年“EVOLUTION”5部作 |                  |                                   |                                                                                             | |                  |                  |                             |
| 発売日                                   | 話数             | サブタイトル                      | 登場怪獣・宇宙人                                                                            | ゲスト | 監督             | 特技監督         | 脚本                        |
| 2002年 5月22日                           | 1                | EPISODE：4 イノセント             | - 植物生命体 - 双頭合成獣 ネオパンドン                                                      | - 老人：小池榮 - 7歳のミツコ：志田未来 | 高野敏幸         | 高野敏幸         | - 武上純希 - 神戸一彦       |
| 6月21日                                  | 2                | EPISODE：1 ダーク・サイド         | 放浪宇宙人 ペガッサ星人                                                                     | - ムラカミ：市村直樹 - キサラギ・ユキ（少女期）：天貝早希 - ヒロコ先生：水谷真規子 - サユリ先生：桜井浩子 - ペガッサ星人（声）：佐藤正治、外村ひろき | 小原直樹         | 高野敏幸         | 神戸一彦                    |
| 7月24日                                  | 3                | EPISODE：2 パーフェクト・ワールド | 反重力宇宙人 ゴドラ星人                                                                     | - ジャンパーの男：周防進 - ショウコの母：天元文子 - シラガネ・ショウコ：島崎路子 - ゴドラ星人（声）：郷里大輔 | 小原直樹         | 高野敏幸         | 吉田伸                      |
| 8月21日                                  | 4                | EPISODE：3 ネバーランド           | - メタル宇宙人 ガルト星人 - 双頭合成獣 ネオパンドン                                         | - 老僧：打出親五 - 少女：武井真生 - 少年：吉住将幸、荒井賢太 - マユコ：花水みゆ - 円盤竜（声）：二又一成 | 小原直樹         | 高野敏幸         | 武上純希                    |
| 9月25日                                  | 5                | EPISODE：5 アカシックレコード     | - 植物生命体 - メタル宇宙人 ガルト星人 - 妖邪剛獣 ガイモス                                  | - 老僧：打出親五 - 運転手：鷹田善 - 旅館の女将：冬雁子 - 警察官：清水一男 - 医療関係者（声）：郷里大輔、佐藤正治、他 | 高野敏幸         | 高野敏幸         | 武上純希                    |

## 主題歌
テレビスペシャル - 誕生30周年記念3部作
- オープニングテーマ：「ウルトラセブンの歌」
- エンディングテーマ：「ウルトラセブンの歌 Version 2」[注釈 30]
  - 作詞：東京一 / 作曲、編曲：冬木透 / 歌：みすず児童合唱団、ジ・エコーズ

いずれもテレビシリーズからの流用。
1999最終章6部作
- オープニングテーマ：「ウルトラセブンの歌99」
  - 作詞：東京一 / 作曲、編曲：冬木透 / 歌：佐々木功
- エンディングテーマ：「ウルトラセブンのバラード」
  - 作詞：佐々木功 / 作曲、編曲：冬木透 / 歌：佐々木功

エンディングテーマは、バップのディレクターの要望で佐々木が作詞したが、『ウルトラマンタロウ』の冒頭部と似通ったものになったため、レコーディング前に歌詞が変更されている。2000年に元の歌詞で再度レコーディングされ、「ウルトラセブンのバラード〈Real Spirit Version〉」のタイトルで佐々木功のベスト・アルバム『佐々木功ソングブック トライアル・ベスト』に収録された。そのライナーノーツには作曲者の冬木透がコメントを寄せている。
"EVOLUTION"5部作
- オープニングテーマ：「ウルトラセブンの歌99」（リミックス版）
  - 作詞：東京一 / 作曲、編曲：冬木透 / 歌：佐々木功
- エンディングテーマ：「ULTRA SEVEN 99」
  - 作詞：東京一 / 作曲、編曲：冬木透 / 歌：佐々木功 / コーラス：石原慎一、風雅なおと、淵上祥人

## 小説版
両作ともに著：武上純希、挿絵：丹野忍が担当。ソノラマ文庫（朝日ソノラマ）より刊行された。
ウルトラセブン EPISODE：0
『1999最終章6部作』の第1巻と第6巻を中心にダイジェスト化した小説。『EVOLUTION5部作』が発売開始された2002年5月に刊行。
タイトル通り、『EVOLUTION』のEPISODE：1に繋がるプロローグ的内容であるが、ダンがテレビシリーズ当時のままの青年の姿、ザバンギを操るノンマルトがダンの記憶をコピーしたアンヌの若い頃の姿を取る、ウルトラ警備隊の元隊長キリヤマが存命であるなど、非映像媒体ならではの演出が随所に見られる。
ISBN 978-4257769620
ウルトラセブン EVOLUTION
『EVOLUTION5部作』をダイジェスト化した小説。上述の『EPISODE：0』から繋がる内容になっており、映像作品とは大筋は同じながらも細かい展開に差異がある。2002年11月に刊行。
ISBN 978-4257769859

## 映像ソフト
- テレビスペシャルから『ウルトラセブン1999最終章6部作』までのDVDは、2000年4月21日から8月23日にかけてバップから発売された[45]。『わたしは地球人』はディレクターズカット版が収録されている[46]。
- 2012年4月18日に、テレビスペシャルとオリジナルビデオシリーズを全て収録したDVD-BOXが『ウルトラセブン 1994～2002 パーフェクト・コレクション DVD-BOX』としてバップより発売された。